# 乔纳森·詹宁斯
喬納森·詹寧斯（英語：Jonathan Jennings，1784年3月27日—1834年7月26日）是一名美國政治人物，於1816年至1822年擔任印第安納州首任州長。他出生於紐澤西州亨特登縣或維吉尼亞州羅克布里奇縣，1806年移居印第安納州之前曾學習法律。詹寧斯最初打算從事法律工作，但為了養活自己，他在溫森斯聯邦土地辦公室擔任助理，並擔任領地立法機構書記官的助理，同時也熱衷於土地投機和政治活動。詹寧斯捲入了與領地總督威廉·亨利·哈里森的一場爭論，這場爭論很快就使他步入政壇，並為他早期的政治生涯奠定基調。1808年，詹寧斯搬到印第安納州東部，在克拉克縣查爾斯敦附近定居。他透過分化支持哈里森的人，以反哈里森候選人的身份參選，當選為印第安納州出席美國國會的代表。1812年，他成為領地政府中反奴隸制和支持建國派的領袖。1812年哈里森總督辭職後，詹寧斯和他的政治盟友控制了領地議會，並主導政府事務。作為國會代表，詹寧斯在1816年協助通過《授權法案》，該法案授權組織印第安納州政府和製定州憲法。他當選為1816年6月在科里登舉行的印第安納州制憲會議主席，並在會上幫助起草該州的第一部憲法。詹寧斯支持在該州禁止奴隸制，並主張建立一個強有力的政府立法部門。
1816年8月，32歲的詹寧斯當選印第安納州首任州長，連任一屆。他力主修建道路和學校，並透過談判達成《聖瑪麗條約》，開放印第安納州中部定居美國人。他的反對者攻擊他參與條約談判是違憲的，並對他提起彈劾程序，經過長達一個月的調查和副州長的辭職，彈劾以15票對13票險勝。在第二任期和1819年恐慌之後，詹寧斯遇到財政問題，由於他無法同時兼顧商業利益和州政府管理，情況變得更糟。根據印第安納州憲法，詹寧斯沒有資格連任印第安納州州長，因此他尋求其他財政支持方式。1822年，在完成第二個州長任期前不久，詹寧斯被選為美國眾議院議員，1831年退休。在國會期間，詹寧斯推動聯邦在國內改良上的支出。
詹寧斯一生中大部分時間都酗酒。他的第一任妻子安去世後，他的酒癮更加嚴重，並患上了風濕病。詹寧斯的酗酒導致他在1830年的連任競選中失敗。退休後，他的病情惡化，無法耕種農場。當他的經濟崩潰時，他的債權人試圖奪走他的土地和查爾斯頓農場。為了保護他的朋友，美國參議員約翰·蒂普頓購買了詹寧斯的農場，並允許他繼續住在那裡。詹寧斯去世後，他的財產被出售，但沒有資金為他的墳墓購買墓碑，他的墳墓57年來沒有墓碑。
歷史學家們對詹寧斯的生平及其對印第安納州發展的影響有著不同的解釋。早期的州史學家雅各布·皮亞特·鄧恩和威廉·韋斯利·沃倫（William Wesley Woollen）對詹寧斯給予高度評價，認為他打敗印第安納州支持奴隸制的勢力，為印第安納州的發展奠定基礎。禁酒令時期的歷史學家，如洛根·埃塞雷（Logan Eseray），則對詹寧斯持批評態度，認為他是一個狡猾、自我推銷的政治家，並重點關注他的酗酒問題。在現代歷史學家中，蘭迪·米爾斯（Randy Mills）將詹寧斯的重要性置於兩個極端之間，但他同意沃倫的評價，即印第安納州「欠他的多得無法計算」。

## 外部連結
- Biography of Jonathan Jennings （页面存档备份，存于）, Indiana Historical Bureau
- "Jonathan Jennings: Honoring the Autonomy and Democratic Values of Pioneer Hoosiers" （页面存档备份，存于）, Indiana Historical Bureau
- 乔纳森·詹宁斯－美國國會國家人物傳記大辭典
- Jonathan Jennings collection, Rare Books and Manuscripts, Indiana State Library （页面存档备份，存于）
- . elections.lib.tufts.edu.   [2020-09-16]. （原始内容存档于2024-03-27）.

| 美国众议院                              | 美国众议院                                            | 美国众议院                            |
| --------------------------------------- | ----------------------------------------------------- | ------------------------------------- |
| 前任者： 傑西·B·托馬斯                  | 美國眾議院代表 來自印第安納領地自由選區 1809年—1816年 | 繼任者： 威廉·亨德里克斯 為美國眾議員 |
| 前任者： 威廉·亨德里克斯                | 美國眾議院議員 來自印第安那州自由選區 1822年—1823年   | 繼任者： 他自己 為第1選區議員         |
| 前任者： 他自己 為自由選區議員          | 美國眾議院議員 來自印第安那州第2選區 1823年—1831年    | 繼任者： 約翰·卡爾                    |
| 官衔                                    |                                                       |                                       |
| 前任者： 托馬斯·波西 為印第安納領地總督 | 印第安納州州長 1816年—1822年                          | 繼任者： 拉特利夫·波恩                |